# Nyctimene certans
Nyctimene certans is een vleermuis uit het geslacht Nyctimene die voorkomt in de bergen van Nieuw-Guinea, op 780 tot 2300 m hoogte. Deze soort lijkt zeer sterk op Nyctimene cyclotis en mogelijk gaat het hier niet werkelijk om een aparte soort.
N. certans heeft een lange, wollige vacht, brede kiezen en korte, ronde oren. Hij is iets groter dan N. cyclotis, maar het is zeer moeilijk, zo niet onmogelijk, om de twee soorten in het veld uit elkaar te houden. De kop-romplengte bedraagt 86,4 tot 86,6 mm, de staartlengte 19,3 tot 24,5 mm, de voorarmlengte 57,9 tot 67,0 mm, de tibialengte 22,2 tot 25,5 mm, de achtervoetlengte 15,3 mm, de oorlengte 13,6 tot 15,2 mm en het gewicht 40,0 tot 48 g.
Nyctimene aello · Nyctimene albiventer · Groothoofdbuisneusvleerhond (Nyctimene cephalotes) · Nyctimene certans · Nyctimene cyclotis · Nyctimene draconilla · Nyctimene keasti · Grote buisneusvleerhond (Nyctimene major) · Nyctimene malaitensis · Nyctimene masalai · Nyctimene minutus · Filipijnse buisneusvleerhond (Nyctimene rabori) · Robinsonbuisneusvleerhond (Nyctimene robinsoni) · Nyctimene sanctacrucis · Nyctimene vizcaccia